# Sydney Lake
Sydney Lake är en sjö i Kanada.   Den ligger i Kenora District och provinsen Ontario, i den sydöstra delen av landet, 1 500 km väster om huvudstaden Ottawa. Sydney Lake ligger 356 meter över havet. Arean är 68 kvadratkilometer. Den sträcker sig 19,4 kilometer i nord-sydlig riktning, och 16,2 kilometer i öst-västlig riktning.
I omgivningarna runt Sydney Lake växer i huvudsak blandskog. Trakten runt Sydney Lake är nära nog obefolkad, med mindre än två invånare per kvadratkilometer.